# هاولند سنتر (اوهایو)
هاولند سنتر (به انگلیسی: Howland Center) یک منطقهٔ مسکونی در ایالات متحده آمریکا است که در شهرستان ترامبل، اوهایو واقع شده‌است. هاولند سنتر ۱۰٫۵ کیلومتر مربع مساحت و ۶٬۴۸۱ نفر جمعیت دارد و ۲۷۲ متر بالاتر از سطح دریا واقع شده‌است.